# بيضاوي فائق

أمثلة لبيضاويات فائقة عندما

البيضاوي الفائق هو منحنى مغلق يُمثل قطعاً ناقصاً، ويحتفظ بخصائصه الهندسية كمحاورِه الكبرى والصغرى. في الهندسة الديكارتية، يُعرّف البيضاوي الفائق على أنه جميع النقاط في المستوى التي تحقق:
{\displaystyle \left|{\frac {x}{a}}\right|^{n}\!+\left|{\frac {y}{b}}\right|^{n}\!=1,}
حيث أن {\displaystyle a,b,n>0}

## حالات خاصة
| {\displaystyle 0<n<1} | يظهر شكلاً نجمياً                                |  |
| {\displaystyle n=1}   | المنحنى هو متوازي أضلاع رؤوسه (±a, 0) (0, ±b). |  |
| {\displaystyle 1<n<2} |                                                |  |
| {\displaystyle n=2}   |                                                |  |
| {\displaystyle n>2}   |                                                |  |